# تور خودراهنما

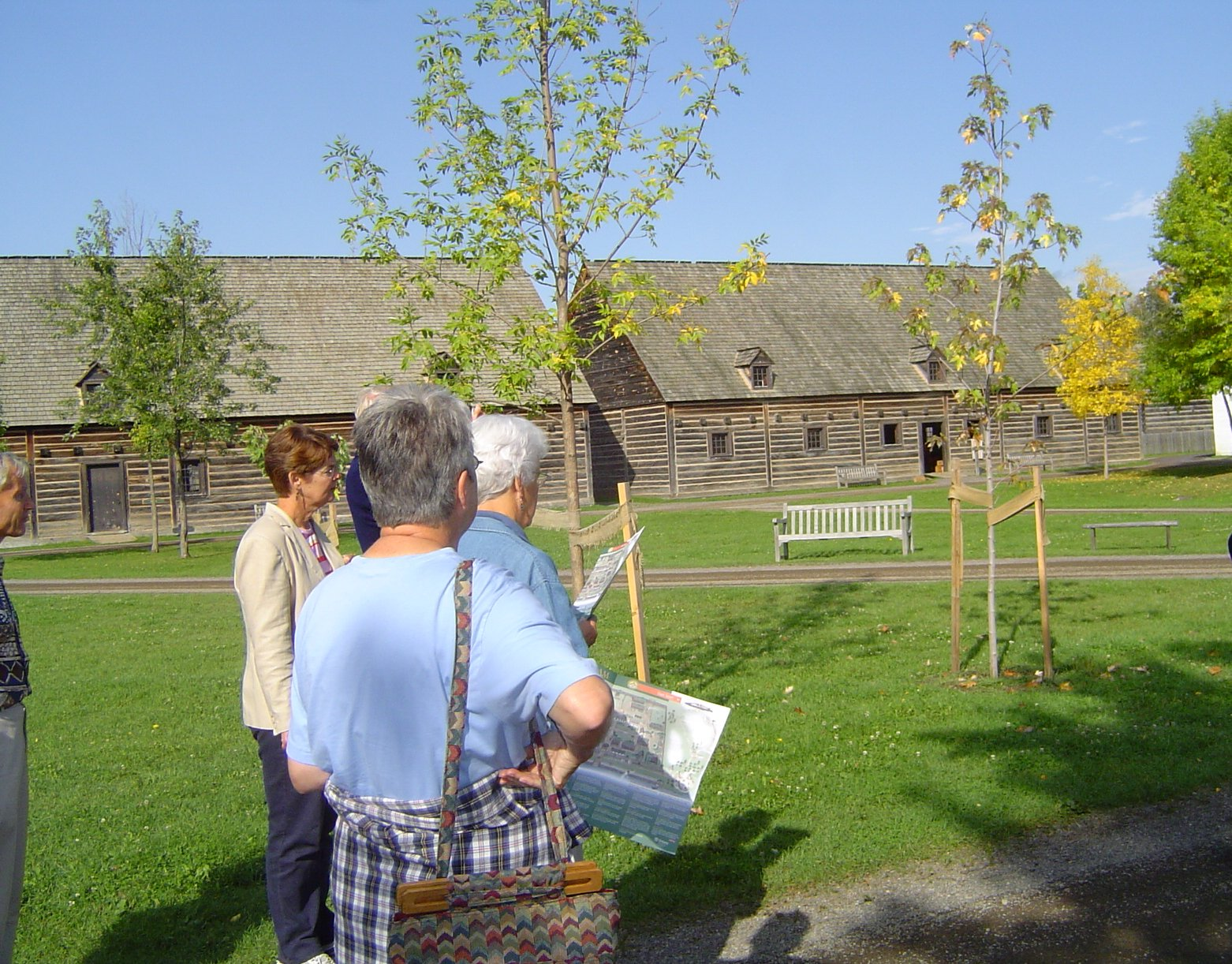
تور بدون راهنما

تور خودراهنما همچنین تور بدون راهنما یا تور شخصی نوعی گردشگری است که فرد یا افرادی که در تور حاضرند بدون وجود راهنمای تور خود برنامه‌ریزی، کنترل و هدایت سفر را برعهده می‌گیرند. تورهای بدون راهنما در محل‌های پر طرفدار مانند جاذبه‌های توریستی رواج دارند و این محل‌ها، راهنماها، نقشه‌ها و دستورالعمل‌هایی برای نحوه بازدید و گردش بدون راهنما در محل ارائه می‌دهند.
تور بدون راهنما در نقطه مقابل تورهای هدایت شده قرار دارند که در آنها راهنمای تور، گردشگران را همراهی و مدیریت می‌کند. هم تورهای با همراه و هم تورهای بی همراه می‌توانند باپای پیاده یا با وسیله نقلیه صورت گیرند. راهنمای صوتی در برخی سایتهای گردشگری برای گردشگران موجود است که آنها را در گردش بدون راهنما کمک می‌کند.